# Castello di Einödberg
Il castello di Einödberg (Schloss Einödberg in tedesco) si trova nella parte occidentale di Mittersill, comune austriaco nel Distretto di Zell am See appartenente al Land Salisburghese. La sua storia inizia almeno nel XIII secolo.

## Storia

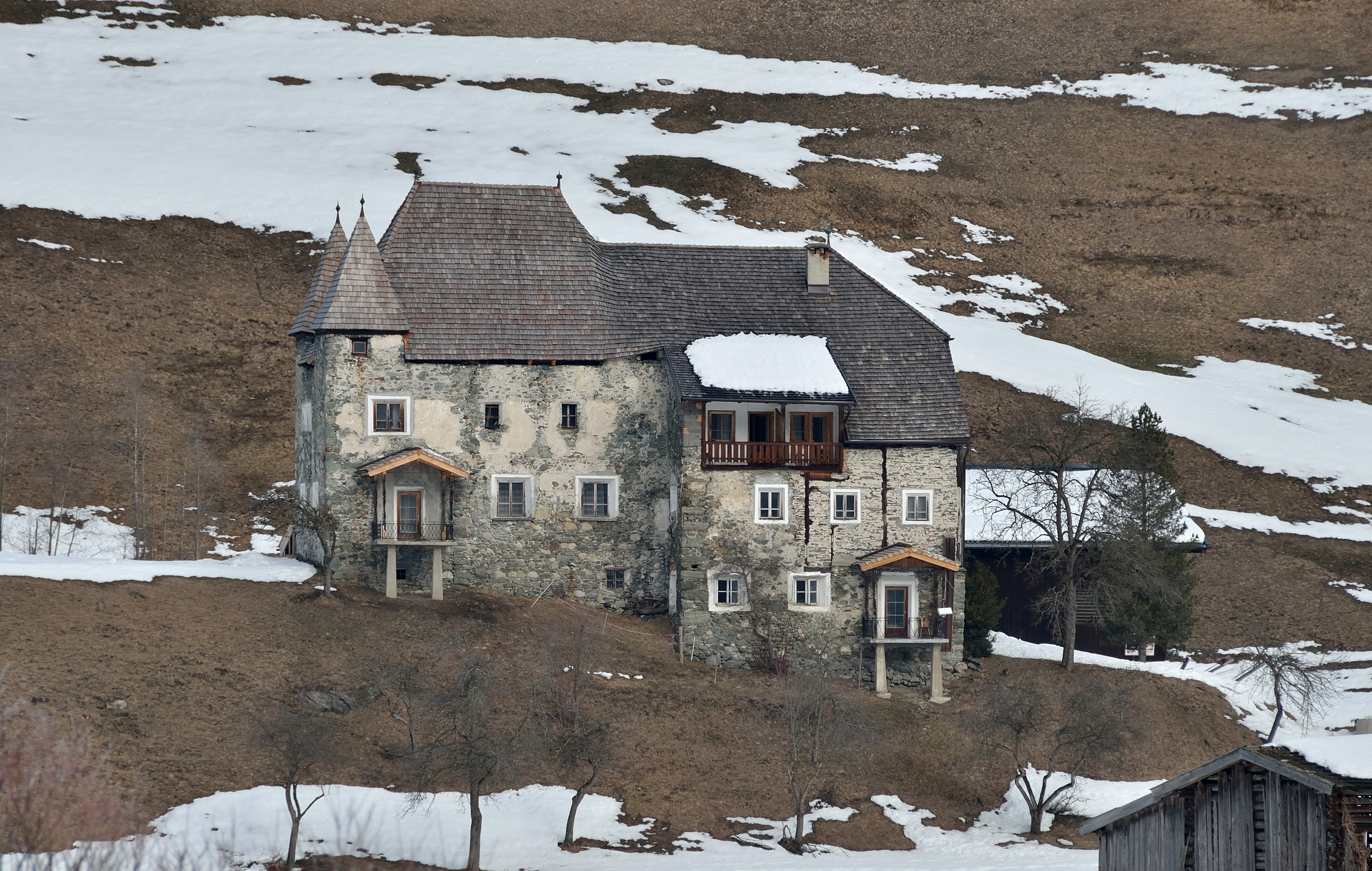
Castello di Einödberg nel mese di febbraio 2019

È possibile che il castello di Einödberg corrisponda a quello della famiglia Ainoder, citata tra il 1150 e il 1230, ma la cosa non è certa e questa famiglia del Pinzgau non è collegabile con sicurezza al maniero. Rimane altamente probabile che qui abbia vissuto Anna, legata a Jörgen von Einetperg e sepolto a Stuhlfelden nel 1452 perché i castello di Einödberg con tale nome viene menzionato per la prima volta con lei. Nel XV secolo il castello passò ai signori di Hunt. Peter Hunt zu Ainetperg compare in un documento di Brambach del 1512 ed è probabile che a lui si debba il primo ampliamento della torre residenziale medievale. Nel 1645 Helena Margareta von Hunt, sposata con il barone Wolf Dietrich von Welsperg, vendette la sua residenza privata ad Abraham Welser zu Labenbach. Dal 1641 i Welser qui residenti vennero chiamati von Einödberg. Nel 1729 Anna Maria Steurer von Wagrain (nel Tirolo), nata Welser, tentò di vendere il dominio al principe-arcivescovo di Salisburgo, ma senza successo. Fu solo nel 1734 che il custode di Windisch-Matrei, Wolfgang Adam Lasser von Zollheim, acquistò il castello di Einödberg, ma i beni e le decime precedentemente associati al castello erano legati a vincoli che ne rendevano obbligatoria la venduta separata. Dopo il 1773 il figlio Wolf Ignaz Adam vendette i castelli di Einödberg, Grub e Ramseiden a Johann Jakob Waltenhofer, allora custode di St. Johann im Pongau, e i suoi eredi mantennero la residenza solo fino al 1791 perché poi passò nelle mani di vari proprietari. Negli anni settanta del XX secolo si tentò di allestire una pensione nell'edificio ma l'iniziativa non ebbe successo e presto fu nuovamente chiuso. Il castello è tornato ad essere il centro utilizzato per attività agricole ed è abitato. Essendo proprietà privata non è visitabile.

## Descrizione
Il castello si trova nella parte occidentale di Mittersill, comune austriaco nel Distretto di Zell am See appartenente al Land Salisburghese. Si trova su una leggera collina a nord del Salzach, non lontano dal villaggio di Rettenbach. Nel Medioevo un'antica via di traffico passava proprio davanti alle sue mura. La maggior parte dell'intonaco della struttura storica è caduta e così è visibile la muratura grigia in pietra di cava. Il castello è composto da due parti. Ad ovest si trova la residenza originale, essenzialmente una torre risalente alla prima metà del XIII secolo che fu ampliata verso la fine del XV secolo con un'estensione stretta e quattro torrette angolari quadrate che le hanno conferito un aspetto gotico. Ad est si trova il grande casale sorto come ala residenziale verso la fine del XVI secolo, posto ad una quota leggermente inferiore. Per far spazio alla nuova costruzione furono rimosse le due torri orientali. Tutti gli edifici del complesso sono coperti da tetti piramidali che non superano il tetto a padiglione dell'edificio principale. Vi sono varie finestre per piano disposte in modo irregolare. Il casale a tre piani presenta sul fronte orientale un portale ad arco ribassato con timpano tronco. Sono stati realizzati piccoli adattamenti nel XX secolo, come l'installazione di finestre moderne, che hanno cambiato di poco l'aspetto generale. All'interno dell'edificio sono sopravvissuti alcuni semplici soffitti a cassettoni dei secoli XVI e XVII. Tutte le antiche strutture in legno sono andate perdute e un pozzo, con una grande ruota in legno e situato in un locale nell'angolo sud-est della residenza, dovette essere riempito nel 1969 per motivi di stabilità strutturale.

### Bene architettonico tutelato
Il castello di Einödberg dal 1993 è stato posto sotto tutela dei monumenti da parte della Repubblica austriaca col numero 35451.